# Đakovica
Đakovica (v srbské cyrilici Ђаковица, albánsky Gjakova/Gjakovë) је město v jihozápadní části Kosova, centrum stejnojmenného okruhu i opštiny. V roce 2011 měla 40 827 obyvatel.

## Poloha
Nachází se nedaleko hranic s Albánií na ústí říčky Krena do řeky Erenik, v jižní části Kosova. Severně od něj se rozevírá rovina Metochie (albánsky Dukagjin, srbsky Метохија) táhnoucí se až k městům Peć a Istok. Jižním směrem z Đakovice vytéká řeka Erenik širokým údolím a vlévá se do Drinu, který poté směřuje z Kosova do Albánie.
Đakovica se nachází 30 km severozápadně od Prizrenu, 65 km jihozápadně od Prištiny a 125 km severovýchodně od Tirany.

## Klimatické poměry
Đakovica má vlhké subtropické klima s průměrnou roční teplotou činíci 11,5 °C. Nejteplejším měsícem je srpen s průměrnou teplotou 22,5 °C, naopak nejchladnějším je leden s průměrnou teplotou 0,7 °C.

## Název
Existují dvě teorie o původu názvu města. Podle jedné vznikl název podle Jákoba, který byl ve středověku vazalem Vuka Brankoviće a vlastnil zde půdu. Podle jiné se jmenuje podle místní školy, přesněji žáků, kteří se zde učili. Název by tak byl slovanského původu, a to podle slova žák, srbsky 'đak/ђак. V obdobné podobě bylo přejato i do albánského (dnes většinového) jazyka. Podle albánských historiků se název vykládá, že vznikl od názvu Jakovo Pole. Do turečtiny byl převzat jako Yakofça.

## Historie

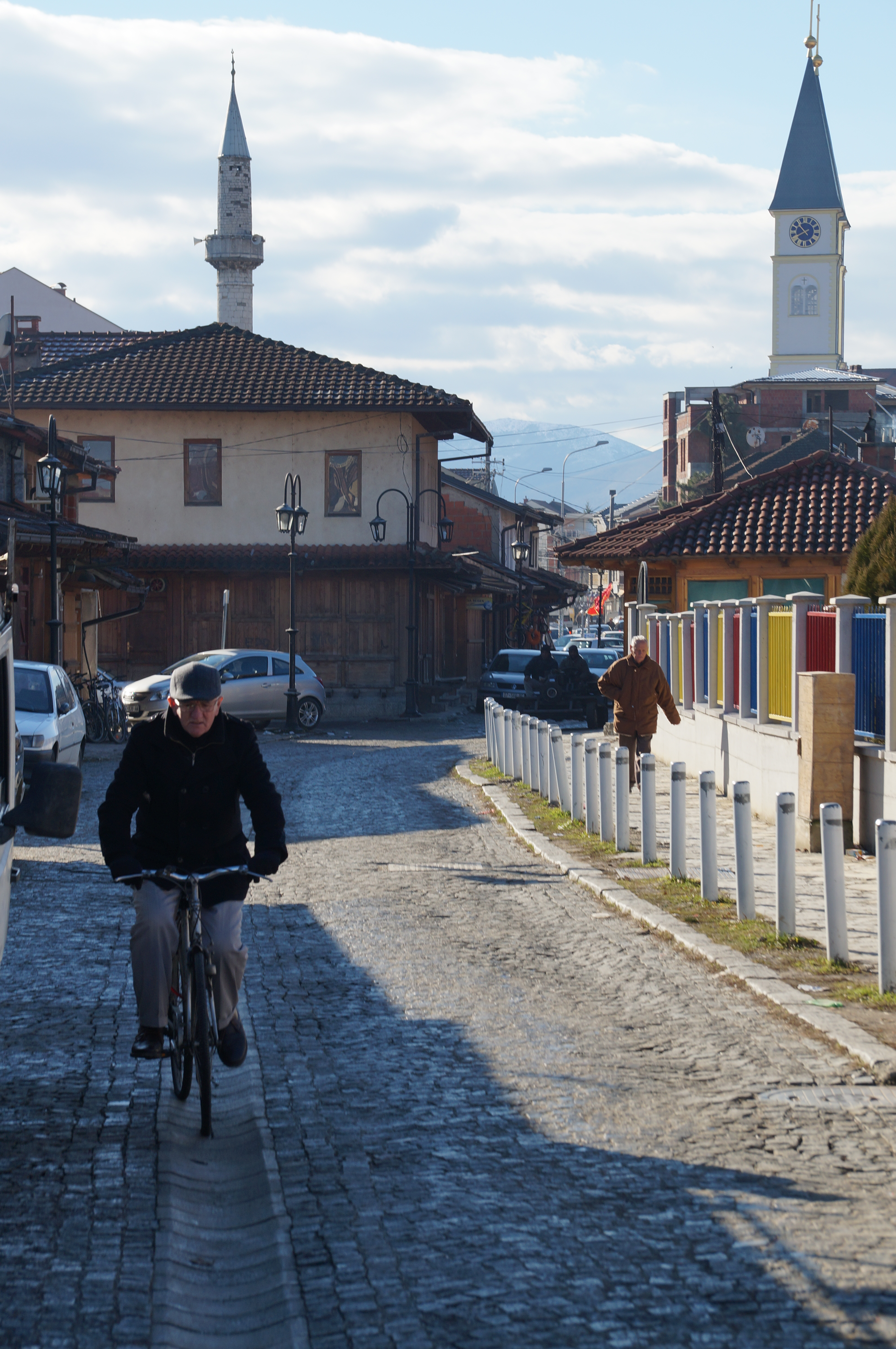
Historický střed města.

Město je poprvé připomínáno v tureckých záznamech roku 1487 jako sídlo s několika desítkami rodin. Později jej popsal turecký cestoval Evlija Čelebi, který zde napočítal 2000 domů a 300 obchodů. Rozvíjelo se postupně na obchodní cestě ze Skadaru do Cařihradu. V první polovině 17. století zde žilo okolo tří set rodin, které se deklarovaly jako muslimské a několik desítek katolických a pravoslavných.
Během nepokojů v roce 1881, které iniciovala Prizrenská liga, se zde nacházelo po nějakou dobu i její dočasné sídlo, než osmanská armáda potlačila vzbouřence.
Po první balkánské válce byl status města, které tehdy mělo 13 356 obyvatel, po nějakou dobu otevřený. O dilematu, zda se město stane součástí Srbska, či Albánie, se diskutovalo na mírových jednáních po skončení konfliktu; ruská delegace se velmi zastávala Srbska v zájmu Đakovici získat, zatímco Albánie měla obdržet město Skadar (Shkodër). Jednání jen na osudu tohoto města na nějakou dobu zamrzla. Nakonec bylo rozhodnuto, že Đakovica se stane součástí srbského království, a to i přesto, že obyvatelstvo bylo v drtivé většině albánské národnosti. Tím se podařilo problém hranic na nějakou dobu uzavřít. Đakovica byla v druhé dekádě 20. století městem velmi nerozvinutým i na kosovské poměry. Zastoupeno zde bylo dlouhodobě tradičně ve velkém počtu i turecké obyvatelstvo.
Od roku 1918 je součástí Království SHS, později Jugoslávie. Nejprve bylo součástí Zetské oblasti, po roce 1929 potom Vardarské bánoviny.
Již v závěru druhé světové války, dne 11. března 1945, zde vypukl protest místních Albánců proti tomu, aby jejich muži byli povoláváni do partyzánského jugoslávského vojska.
Po druhé světové válce zde byly vybudovány v rámci rozvoje socialistické Jugoslávie textilní závody pojmenované po Eminovi Duraku a podnik na výrobu elektromotorů. Roku 1950 bylo rozhodnuto o zbourání místního pravoslavného chrámu; na jeho místě byl postaven památník na počest partyzánské armádě. V roce 1977 byl ve městě otevřen kulturní dům (dnes nesoucí jméno Asima Vokshiho). Továrny zaměstnávaly okolo 20 tisíc lidí. V roce 1991 překročil počet obyvatel opštiny Đakovica hranici sta tisíc, po skončení konfliktu se ustálil někde na devadesáti tisících.
Během války v Kosovu byla řada místních z města vyhnána a historický střed byl zapálen. V roce 2004 byla Đakovica zachvácena nepokoji, vypálen byl místní kostel. 

## Pamětihodnosti

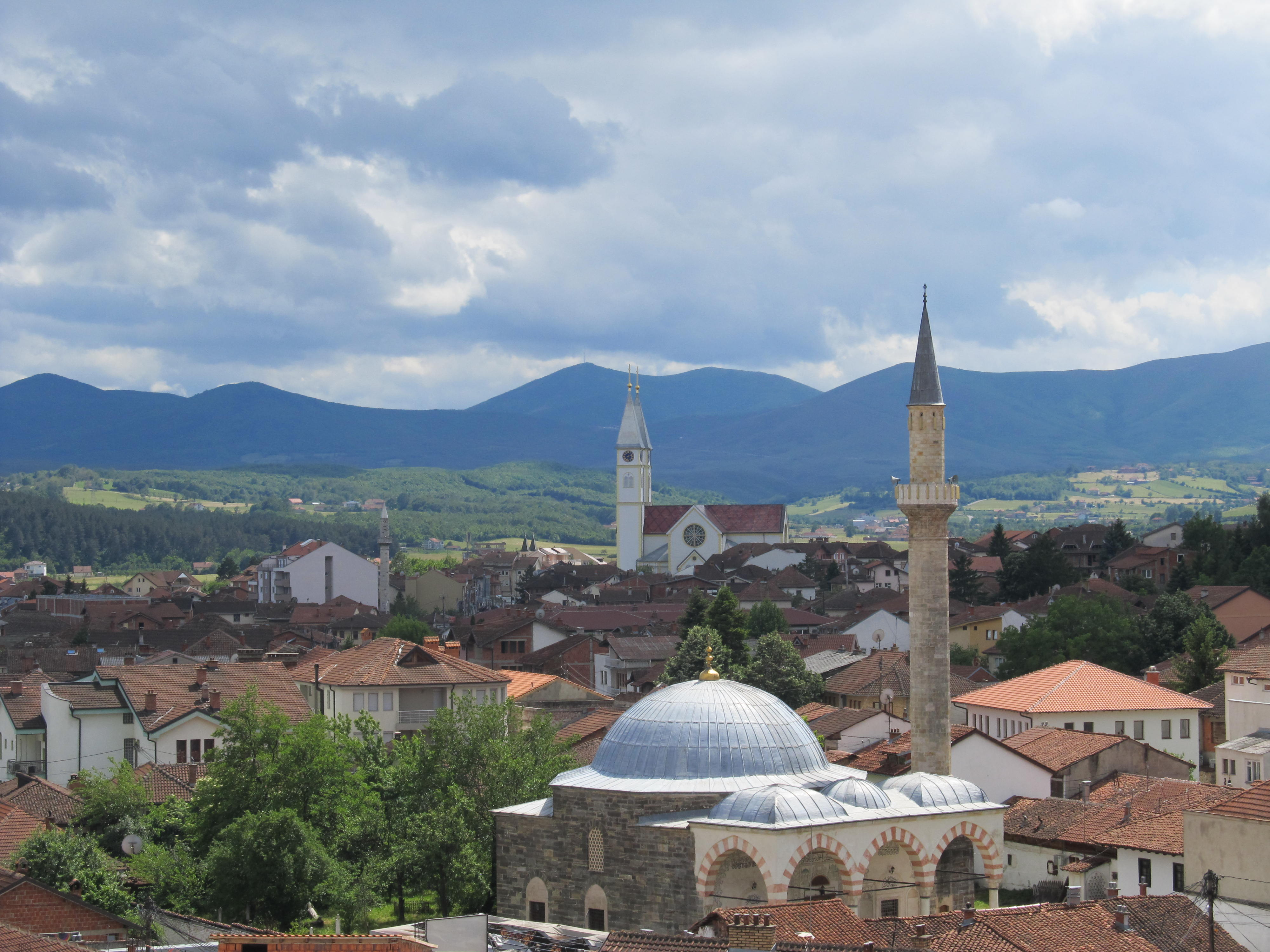
Mešita a katolický chrám.

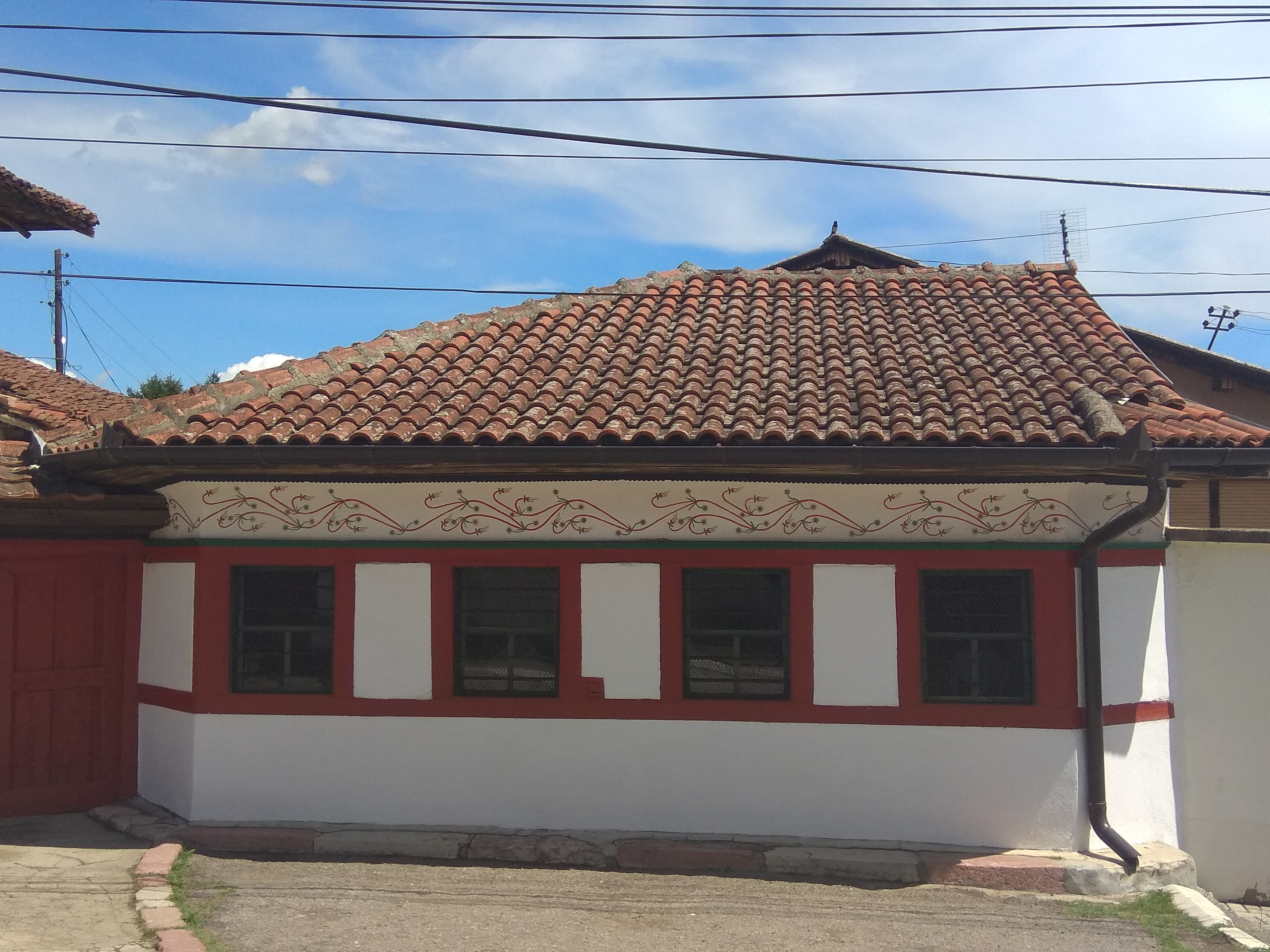
Tekke (tekija) po rekonstrukci.

Z období vrcholu osmanské nadvlády pochází např. Hadum mešita od Mimara Sinana. Dochován je (stejně jako např. v Peći) i starý bazar (albánsky Çarshia e Madhe). V Đakovici stojí také hodinová věž (sahat-kula, albánsky Kulla e sahatit). Dochovány jsou rovněž historické tekke (tekija).
Nachází se tu také muzeum hudby Taphanja. 
Západně od města se na vrcholku Čabrat nachází památník padlých partyzánů albánské národnosti z druhé světové války. Byl postaven v brutalistickém stylu. Postaven byl v 80. letech 20. století.

## Kultura
Palác kultury Asima Vokshiho byl otevřen 7. července 1977 a nabízí prostor pro různé kulturní akce. Divadlo Emina Duraku je další institucí, které poskytuje příležitosti pro kulturní události, zejména pro amatérské herce. Literární klub "Gjon Nikollë Kazazi" pořádá každoročně od roku 1964 Mitingu i Poezisë (setkání poezie), na kterém se vedle místních Albánců objevují i zahraniční spisovatelé.

## Doprava
Severně od města se nachází neveřejné letiště. Městem Đakovica prochází významné silniční tahy směrem z Kosova do Albánie (konkrétně z Kliny a Orahovace přes Đakovici do albánského Bajram Curri. 
Do města nevede železniční trať, nejbližší bývalá trať Klina–Prizren ale probíhá několik kilometrů východně od Đakovice.

## Známé osobnosti
- David Perović kruševacký episkop srbské pravoslavné církve.